# جامعة جاتشون
جامعة جاتشون (بالإنجليزية: Gachon University)‏ هي مؤسسة أكاديمية تقع في كوريا الجنوبية. نتج الهيكل الحالي لجامعة جاتشون باندماج أربع جامعات. دمجت جامعة جاتشون للطب والعلوم وكلية جاتشون جيل في عام 2007م، ودمجت جامعة كيونجون وكلية كيونجون في عام 2007م، ودمجت جامعة جاتشون للطب والعلوم وجامعة كيونجون في عام 2012م. يوجد في جامعة جاتشون ثلاث حرم جامعية للطلاب الجامعيين، والحرم الجامعي العالمي (الأولي) موجود في سيونغنام، بينما يقع الحرم الستالايت الجامعية في جزيرة جانجهوا ويونسو دونغ، وتقع كلية الطب في غوول دونغ، ونام دونغ غو، وإنتشون، كوريا الجنوبية. وقعت جامعة جاتشون شراكة إستراتيجية مع هاواي باسيفيك للسماح للطلاب بالدراسة في الخارج.

## الكليات (الحرم الجامعي العالمي والحرم الطبي)
- كلية العلوم الإنسانية

- قسم اللغة الكورية وآدابها
- قسم اللغة الصينية وآدابها
- قسم اللغة الإنجليزية وآدابها
- قسم اللغة الألمانية وآدابها
- قسم اللغة الفرنسية وآدابها
- قسم اللغة اليابانية وآدابها

- كلية الأعمال والاقتصاد

- قسم إدارة الاعمال
- قسم المحاسبة والضرائب
- قسم الاقتصاد
- قسم التجارة الدولية والتجارة
- قسم الإدارة السياحية
- قسم إدارة الرعاية الصحية
- قسم الإحصاء التطبيقي
- قسم الاتصال الجماهيري
- قسم إدارة الأعمال العالمية

- كلية الحقوق

- قسم القانون
- قسم الإدارة العامة

- كلية الهندسة

- قسم التخطيط الحضري
- قسم هندسة المناظر الطبيعية
- قسم العمارة
- قسم الهندسة المعمارية
- قسم العمارة الداخلية
- قسم الهندسة الكهربائية
- قسم هندسة مكافحة الحرائق والكوارث
- قسم الهندسة الكيميائية والبيولوجية
- قسم هندسة البيئة والطاقة
- قسم علوم الأغذية والتكنولوجيا الحيوية
- قسم معدات البناء وهندسة النظم
- قسم الهندسة الميكانيكية والسيارات
- قسم الهندسة المدنية والبيئة
- قسم الهندسة الصناعية

- كلية تكنولوجيا بايونانو

- الطبية الحيوية
- نظم نانو
- قسم علوم الحياة

- كلية العلوم الطبيعية

- قسم الرياضيات والمعلومات
- قسم الفيزياء
- قسم الكيمياء
- قسم علوم الحياة

- كلية تكنولوجيا المعلومات

- قسم تصميم وإدارة البرمجيات
- قسم هندسة الحاسوب
- قسم الوسائط التفاعلية
- قسم الهندسة الالكترونية
- قسم هندسة المعلومات والاتصالات
- قسم الطاقة وتكنولوجيا المعلومات

- كلية الطب الشرقي

- الطب الشرقي

- كلية الفنون والتصميم

- قسم الفنون الجميلة
- قسم النحت
- قسم فن الألياف
- قسم التصميم المرئي
- قسم التصميم الصناعي

- مدرسة الموسيقى

- قسم الصوت
- قسم الآلات الوترية والخشبية
- قسم البيانو
- قسم التكوين

- كلية البيئة البشرية

- قسم الملابس
- قسم الدراسات الاجتماعية والطفل
- قسم الغذاء والتغذية
- قسم الدراسات الرياضية والترفيهية
- قسم دراسات التايكواندو
- قسم تعليم الطفولة المبكرة
- قسم التمثيل بالفن

- كلية التعليم العام العالمي

- كلية التعليم العام العالمي

- كلية التمريض

- قسم التمريض

- كلية العلوم الطبية

- قسم صحة الأسنان
- قسم تقنية الطوارئ الطبية
- قسم الأشعة
- قسم العلاج الطبيعي
- قسم الهندسة الطبية
- قسم الإدارة الصحية

## السمعة والتصنيفات
احتلت جامعة جاشون المرتبة العشرين بين الجامعات الكورية و 852 في العالم من قبل مركز تصنيف الجامعات العالمية للفترة 2018-2019.

## خريج متميز
- بيون جونغ سو، الممثلة والموديل
- هان جونغ سو، الممثل
- كيم دونج هي، الممثل
- ريو جين، ممثل

## روابط خارجية
- الموقع الرسمي لجامعة جاشون
- موقع مستشفى غاشون جيل الرسمي